# Conti e duchi di Nevers
Il seguente è un elenco dei conti, in seguito duchi, di Nevers.

Francia nel 1477

## Casato di Nevers

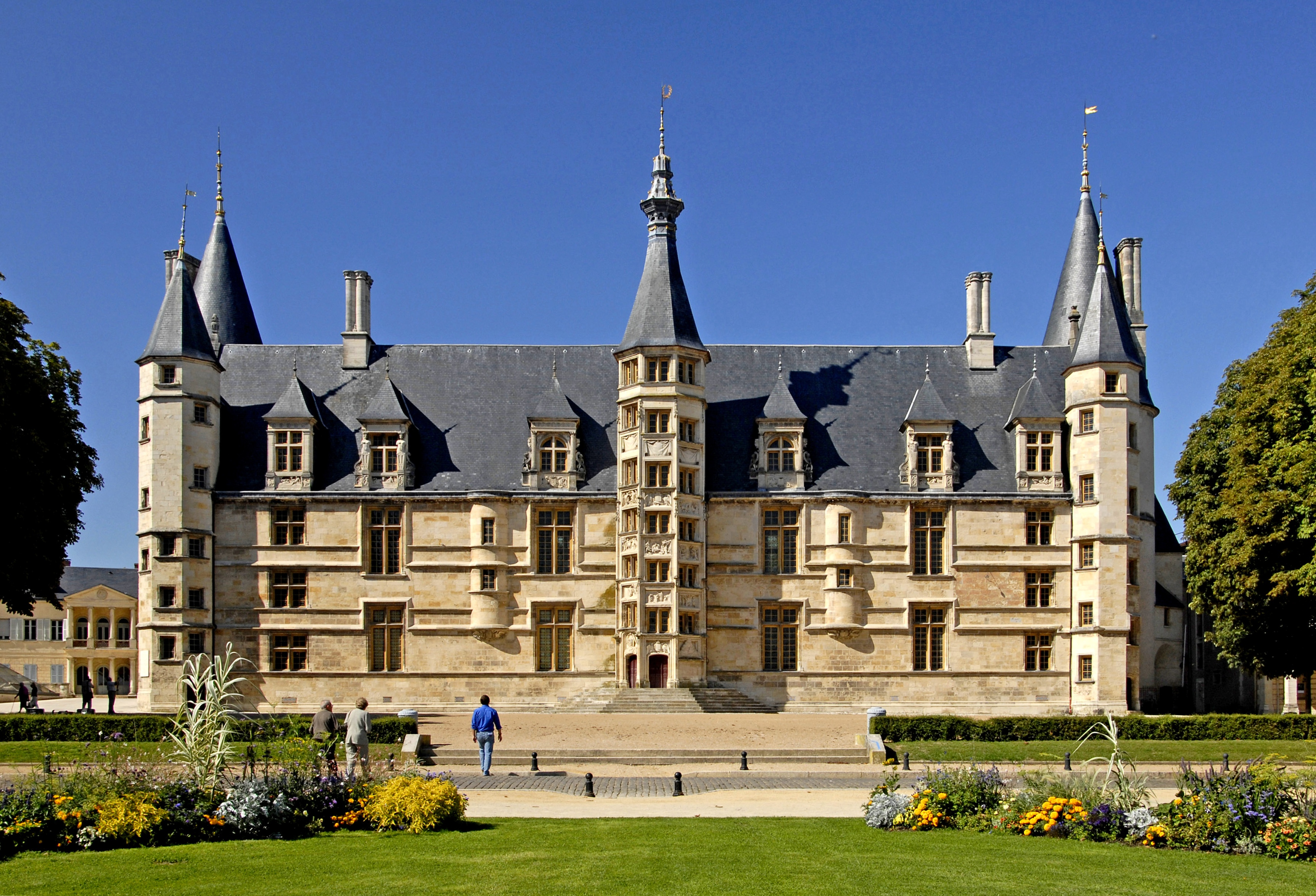
Palazzo ducale di Nevers

1026-1028: Landry di Nevers (ca 975-1028), figlio di Bodon di Monceaux, capostipite del casato di Nevers; sposò verso il 995 Matilde di Borgogna.

Stemma dei Conti di Nevers

1028-1040 : Rinaldo I (ca 1000-ca 1040), anche conte d'Auxerre (1031-1040), figlio di Landry; sposò Alice di Francia, figlia di re Roberto II e contessa d'Auxerre.
1040-1083 : Guglielmo I (1029-1083), conte d'Auxerre, di Tonnerre e di Nevers, figlio di Rinaldo I; sposò Ermengarda di Tonnerre.
1083-1089 : Rinaldo II (ca 1055-1089), conte d'Auxerre, Tonnerre e Nevers, figlio di Guglielmo I; sposò prima Agnès de Beaugency, poi Ide-Raymonde de Forez.
1089-1147 : Guglielmo II (ca 1083-1147), conte d'Auxerre, Tonnerre e Nevers, figlio di Rinaldo II e Agnès de Beaugency; sposò una certa Adélaïde.
1147-1161 : Guglielmo III (ca 1110-1161), conte d'Auxerre, Tonnerre e Nevers, figlio di Guglielmo II; sposò Ida di Sponheim.
1161-1168 : Guglielmo IV († 1168), conte d'Auxerre, Tonnerre e Nevers, figlio di Guglielmo III; sposò Eleonora di Vermandois.
1168-1176 : Guido († 1176), conte d'Auxerre, Tonnerre e Nevers, fratello di Guglielmo IV; sposò Matilde di Borgogna.
1176-1181 : Guglielmo V († 1181), conte d'Auxerre, Tonnerre e Nevers, figlio di Guido.
1181-1193 : Agnese I († 1193), contessa d'Auxerre, Tonnerre e Nevers, sorella di Guglielmo V; sposò Pietro II di Couternay.

## Casato capetingio di Courtenay
1184-1199 : Pietro II di Courtenay (ca 1167-1219), signore di Courtenay e Montargis, conte di Nevers (Pietro I), Auxerre e Tonnerre (1184-1219), imperatore di Costantinopoli; sposò Agnese I di Nevers, figlia di Guy di Nevers e sorella di Guglielmo V.
1193-1213 : Matilde di Courtenay (1188-1256), contessa di Nevers, Auxerre e Tonnerre, figlia di Pietro; sposò nel 1199 Erveo IV di Donzy, poi nel 1226 Guigues IV di Forez.

## Casato di Donzy
1193-1213 : Erveo IV di Donzy (ca 1175-1222), barone di Donzy, conte di Gien, signore di Cosne, di Châtel-Censoir, di Montmirail, d'Alluyes, d'Authou, di Vierzon e Brou, conte di Nevers, Auxererre e Tonnerre; sposò Matilde di Courtenay.
1213-1225 : Agnese II (ca 1205-1225), contessa di Nevers, Auxerre e Tonnerre, figlia di Hervé e Matilde; sposò Guy di Châtillon

## Casato di Châtillon
1221-1226 : Guy di Châtillon (dopo il 1196-1226), conte di Saint-Pol; sposò Agnese II di Nevers.
1226-1241 : Guigues, conte di Forez, sposo di Matilde di Couternay.
1241-1250 : Gaucher di Châtillon, figlio di Guy di Châtillon e Agnese II di Nevers; sposò Jeanne di Clermont, figlia di Filippo Hurepel di Francia.
1250-1254 : Iolanda (dopo il 1221-1254), sorella di Gaucher; sposò Arcimbaldo IX di Borbone.

## Casato di Borbone-Dampierre
1228-1249 : Arcimbaldo IX di Borbone (1205-1249), signore di Borbone, conte de Nevers, Auxerre e Tonnerre; sposò Iolanda di Châtillon-Nevers.
1254-1262 : Matilde II (ca 1234-1262), dama di Borbone, contessa di Nevers, Auxerre e Tonnerre, figlia di Arcimbaldo e Iolanda; sposò Oddone di Borgogna.

## Casato capetingio di Borgogna
1254-1262 : Oddone (1230-1269), erede del ducato di Borgogna in quanto primogenito del duca Ugo IV; conte di Nevers, Auxerre e Tonnerre, sposò Matilde II di Borbone.
1262-1280 : Iolanda II (1247-1280), figlia di Oddone e Matilde; sposò: Giovanni Tristano di Francia, conte di Valois, figlio di re Luigi IX il Santo; Roberto di Dampierre, conte delle Fiandre.

## Capetingi
1265-1270 : Giovanni Tristano detto Jean de Damiette (1250-1270), conte di Nevers e Valois; fu il primo sposo di Iolanda II.

## Casa dei Dampierre
1272-1280 : Roberto di Dampierre (1247-1322) o Roberto di Béthune, signore di Béthune, conte delle Fiandre e conte di Nevers, secondo sposo di Iolanda II.
1280-1322 : Luigi I, conte di Nevers († 1322), figlio di Roberto e Iolanda; sposò nel 1290 Giovanna, contessa di Rethel.
1322-1346 : Luigi II († 1346), conte delle Fiandre, di Nevers e Rethel, figlio di Luigi I; sposò Margherita I di Borgogna, figlia di re Filippo V.
1346-1384 : Luigi III (1330 † 1384), conte delle Fiandre, d'Artois, Nevers e Rethel, figlio di Luigi II; sposò Margherita di Brabant (1323-1368)
1384-1405 : Margherita (1350-1405), contessa delle Fiandre, di Borgogna, d'Artois, di Nevers e Rethel, figlia di Luigi III; sposò in prime nozze nel 1357 Filippo I di Borgogna, in seconde nozze nel 1369 Filippo II di Borgogna, figlio di Giovanni II di Francia (1342-1404).

## Casato di Valois-Borgogna
1384-1404 : Filippo II l'Ardito (1342-1404), anche duca di Borgogna; sposò nel 1369 Margherita III delle Fiandre.
1385-1404 : Giovanni II Senza Paura (1371-1419) conte di Nevers, poi duca di Borgogna, figlio di Filippo II di Borgogna.
1405-1415 : Filippo (1389-1415), conte di Nevers e Rethel, fratello di Giovanni; sposò in prime nozze nel 1409 Isabelle de Soissons († 1411), poi in seconde nozze nel 1413 Bonne d'Artois (1396-1425).
1415-1464 : Carlo I (1414-1464), conte di Nevers e Rethel, figlio di Filippo e Bonne; sposò nel 1456 Marie d'Albret († 1486), figlia di Carlo II d'Albret.
1464-1491 : Giovanni III (1415 † 1491), conte di Nevers, d'Eu e Rethel, figlio di Filippo e Bonne, fratello di Carlo I; sposò: nel 1436 Jacqueline d'Ailly († 1470); nel 1471 Pauline de Brosse (1450-1479); nel 1480 Françoise d'Albret (1454-1521).

## Secondo Casato di Clèves o Casato di La Marck
1491-1506 : Engilberto di Clèves (1462-1506), conte di Nevers ed Eu, figlio di Giovanni I di Kleve e di Elisabetta di Borgogna; sposò Carlotta di Borbone (1474 † 1520).
1506-1521 : Carlo II († 1521), conte di Nevers, figlio di Engilberto; sposò nel 1504 Maria d'Albret (1491-1549), contessa di Rethel, figlia di Carlotta di Borgogna, a sua volta figlia di Giovanni III e Pauline de Brosse.
1521-1561 : Francesco I (1516-1561), primo duca di Nevers (1539), conte di Rethel, figlio di Carlo II; sposò nel 1538 Marguerite de Vendôme (1516-1589), figlia di Carlo IV di Borbone.
1561-1562 : Francesco II (1540-1562), duca di Nevers, conte di Rethel, figlio di Francesco I; sposò Anna di Borbone-Montpensier (1540-1572), figlia di Luigi III di Montpensier.
1561-1564 : Giacomo (1544-1564), duca di Nevers, conte di Rethel, fratello di Francesco II; sposò nel 1558 Diane de La Marck, figlia di Roberto IV di La Marck.
1564-1565 : Enrichetta (1542-1601), duchessa di Nevers, contessa poi duchessa di Rethel, sorella di Giacomo e Francesco II; sposò Ludovico Gonzaga.

## Gonzaga
1565-1595 : Luigi IV, ovvero Ludovico Gonzaga (1535-1595), duca di Nevers e Rethel, sposo di Enrichetta di Nevers.
1595-1637 : Carlo III, ovvero Carlo I di Mantova (1580-1637), duca di Nevers, Rethel, principe d'Arches, duca di Mantova e Monferrato, figlio di Ludovico e Enrichetta; sposò Catherine de Mayenne (1585-1618).
1637-1659 : Carlo IV, ovvero Carlo II di Mantova (1629 † 1665), duca di Nevers, Rethel e Mayenne, principe d'Arches, duca di Monferrato e Mantova, nipote di Carlo III; sposò Isabella d'Asburgo (1629-1685).
Nel 1659, Nevers fu venduto al cardinale Mazarino.

## Mazzarino
1659-1661 : Giulio Mazzarino (1602-1661), cardinale e primo ministro di Luigi XIV il Re Sole.

## Casato dei Mancini
1661-1707 : Filippo Mancini (1641-1707), nipote (figlio della sorella) di Mazarino, sposo di Diane de Thianges.
1707-1768 : Francesco Mancini (1676-1768), figlio di Filippo, sposo di Marianna Spinola.
1768-1789 : Luigi Giulio Mancini (1716-1798), figlio di Francesco e sposo di Hélène Phélypeaux (1715-1781).